# Ловчоррит
Ловчорри́т — минерал класса силикатов, скрытокристаллическая, реже аморфная разность ринколита.
Назван по горе Ловчорр на Кольском полуострове, где был впервые найден.
Цвет жёлто-бурый до медно-жёлтого с зеленоватым оттенком. Блеск жирный или восковой. Твёрдость 5. Плотность 3,2-3,36 г/см3.
Как и ринколит ловчоррит используется для получения стронция и церия.